# 20155 Utewindolf
20155 Utewindolf este un asteroid din centura principală de asteroizi.

## Descriere
20155 Utewindolf este un asteroid din centura principală de asteroizi. A fost descoperit pe 13 octombrie 1996 la Prescott (Arizona) de Paul G. Comba. Asteroidul prezintă o orbită caracterizată de o semiaxă mare de 2,35 ua, o excentricitate de 0,24 și o înclinație de 2,2° în raport cu ecliptica.